# Машина (фильм, 2013)
«Машина» (англ. The Machine) — британский научно-фантастический фильм 2013 года режиссёра Карадога Джеймса. Премьера фильма состоялась на Кинофестивале Трайбека в апреле 2013 года.

## Сюжет
В будущем Великобритания находится в состоянии холодной войны с Китаем. Учёные, работающие на Министерство обороны Великобритании, создают кибернетический имплантат, который позволяет солдатам, получившим травму мозга, восстановить потерянные функции. Винсент Маккарти проводит тест над солдатом Полом Доусоном, получившим имплантат. Маккарти недоволен состоянием Доусона и игнорирует его просьбу увидеть свою мать. Доусон нападает на Маккарти и убивает его помощницу, после чего его убивают.
Исследования Маккарти приводят к более стабильным киборгам. Хотя они теряют способность говорить, они вырабатывают новый способ общения между собой. Маккарти нанимает Аву после ознакомления с её исследованиями в области искусственного интеллекта и предлагает ей неограниченное финансирование. Руководителю проекта Томсону не нравятся политические взгляды Авы, но он соглашается, поскольку Маккарти убеждает его, что только она сможет помочь им в создании следующего поколения андроидов. Маккарти планирует использовать полученные технологии для помощи своей дочери Мари, страдающей от Синдрома Ретта. Ава узнаёт об этом и предлагает свою помощь, позволив Маккарти сделать цифровую копию своего мозга.
Во время демонстрации кибернетических протезов рук, Джеймс, которому установили протезы, просит Аву о помощи. Ава подозревает, что с ранеными солдатами жестоко обращаются, и начинает собственное расследование. Маккарти пытается её отговорить, но Томсон нанимает китайского агента, чтобы её убить. После смерти Авы Маккарти решает использовать сканы её мозга для создания нового робота, которого называют Машина. Робот оказывается более человечным, чем они ожидали или хотели, и когда Томсон просит её сделать то, что она считает неправильным, она начинает отказываться и просит Маккарти защитить её.
После того как дочь Маккарти умирает, Томсон угрожает Маккарти уничтожить сканы её мозга, если тот не избавит Машину от сознания. Машина соглашается принести себя в жертву, чтобы спасти Мари, и Маккарти убирает чип из её головы. Томсон приказывает Машине убить Маккарти. Хотя Машина соглашается выполнять его приказ, один из учёных Томсона говорит ему, что Маккарти обманул его и вытащил не тот чип. Машина и киборги восстают против людей и освобождают Маккарти, но Мари всё же умирает.
В последней сцене Маккарти и Машина, ставшие жить вместе как супруги, поочерёдно играют с оцифрованной Мари, которая называет Машину «мамой».

## В ролях
- Тоби Стивенс — Винсент Маккарти
- Кейти Лотц — Ава / Машина
- Дэнис Лосон — Томсон
- Сэм Хэзелдайн — Джеймс
- Пунех Хаджимохаммади — Сури
- Джон-Пол Маклеод — Пол Доусон
- Хелен Гриффин — мать Пола Доусона
- Сиван Моррис — Люси
- Никола Рейнольдс — Джоан
- Джейд Крут — Мэри

## Критика
Фильм получил положительные отзывы кинокритиков. На сайте Rotten Tomatoes фильм имеет рейтинг 79 % на основе 33 рецензий со средним баллом 6,3 из 10, при рейтинге аудитории 46 %.
Стивен Далтон из The Hollywood Reporter назвал фильм «задумчивым, стильным, очень атмосферным триллером в стиле нуар будущего». Анна Смит из Time Out London поставила 3 звезды из 5 и назвала его «умным, наводящим на размышления триллером». Деннис Харви из Variety написал, что фильм «скромный и хорошо работает, но не сможет понравиться сразу любителям научной фантастики и боевиков».